# Technisches Zentrum Eschborn
Das Technische Zentrum Eschborn (TZE, früher u. a. Taunus-Zentrum Eschborn) ist ein Bürohochhaus in Eschborn bei Frankfurt am Main. Es war bis Mai 2025 zentraler IT-Standort der Deutschen Bank AG in Deutschland. Die zukünftige Nutzung ist unklar.

## Beschreibung
Das 122 m lange und 90 m breite Gebäude steht auf einem etwa 30.000 m² großen Grundstück. Das Bauvolumen beträgt 317.000 m³. Im Erdgeschoss befindet sich ein dbLab genannter Bereich für Innovationsmanagement. Es bietet Platz für ca. 3.000 Arbeitsplätze.
2011 wurde das Gebäude renoviert und ein einheitliches Arbeitsplatzkonzept eingeführt. Im 1. Obergeschoss war bis 2008 das Rechenzentrum der Deutschen Bank untergebracht; nach Auszug der IT-Abteilung an neue Standorte wurde dieser Bereich als Bürofläche genutzt. Im Zuge der Renovierung wurde die Bürofläche den Anforderungen für diese Nutzung angepasst.

## Versuchter Sprengstoffanschlag
Am 25. Februar 1990 versuchte die Rote Armee Fraktion einen Anschlag auf das Technische Zentrum Eschborn zu verüben mit einem zur Bombe umfunktionierten VW Golf, in dessen Kofferraum sich 45 Kilogramm Sprengstoff befanden. Weil der Zeitzünder versagte, kam es nicht zur Explosion. Anderenfalls hätte die Druckwelle den im Eingangsbereich des Gebäudes gelegenen Wachraum erfassen können, in dem zu jener Zeit drei Sicherheitsmitarbeiter der Deutschen Bank AG waren. In dem Auto wurden Haare von Daniela Klette gefunden.